# Zavim
Zavim (en hebreu: מסכת זבים) (transliterat: Masejet Zavim) és un tractat de l'ordre de Tohorot, de la Mixnà i del Talmud babilònic. Zavim tracta sobre la impuresa de les emissions seminals que tenen alguns homes, generalment a causa de la gonorrea, o alguna altra malaltia. Un "zav" és un home que ha tingut una descàrrega genital seminal, possiblement degut a una malaltia de transmissió sexual. Quan un home té una d'aquestes descàrregues, ha de contar fins a set dies abans de poder anar a la micvé, i tornar a estar en un estat de puresa ritual. Un "zav" o una "zavah" (una dona amb pèrdues de sang no menstrual), una dona en estat de nidà, i una dona que acaba de donar a llum, fan que les coses i les persones esdevinguin impures en tenir contacte amb elles, ja sigui portant o movent les coses d'un indret a un altre. Els versicles de la Torà que tracten sobre aquesta qüestió es troben a Levític 15:1-15.